# Pilularia minuta
Pilulaire délicate, Pilulaire naine
Espèce
Synonymes
- Pilularia globulifera L. subsp. minuta (Durieu) Bonnier & Layens
- Calamistrum minutum Kuntze

Statut de conservation UICN

 EN B2ab(i,ii,iii,iv,v) : En danger
Pilularia minuta est une espèce de fougères appartenant à la famille des Marsileaceae. Elle a été décrite pour la première fois par Durieu de Maisonneuve sous la forme d'une illustration avec analyse. La première description est due à Alexander Braun en 1863.
Elle est la plus petite des pilulaires. La division du sporocarpe en deux loges seulement, et non quatre comme chez les autres espèces, la caractérise également.
Fougère endémique des mares temporaires acides du bassin méditerranéen, son cycle de vie est étroitement dépendant des précipitations. Plante annuelle, les feuilles, les rhizomes et les racines meurent pendant la saison sèche. Seuls subsistent pendant cette période les sporocarpes. Cette espèce est considérée comme étant en danger par l'UICN.

## Taxinomie et nomenclature
Michel Charles Durieu de Maisonneuve nomme le premier cette plante, par l'intermédiaire d'une illustration de sa main paraissant en 1848 dans l'atlas de l’Exploration scientifique de l'Algérie. Selon l'article 38.8 du Code de Melbourne, ce nom est valide puisque, avant le 1er janvier 1908, une illustration avec analyse est suffisante. La première description est due à Alexander Braun en 1863.
En 1894, Gaston Bonnier et Georges de Layens proposent d'en faire une sous-espèce de Pilularia globulifera mais cette combinaison n'est pas retenue aujourd'hui. Les différences entre Pilularia globulifera et P. minuta ont été confirmées par la phylogénie. En 1891, Carl Ernst Otto Kuntze propose de renommer le genre Pilularia en Calamistrum, et donc Pilularia minuta en Calamistrum minutum, reprenant ainsi la proposition de Johann Jacob Dillenius qui avait souligné l'erreur de Linné en 1737.
Les noms vulgaires et vernaculaires de cette plante en français sont pilulaire délicate et pilulaire naine,.

## Description générale

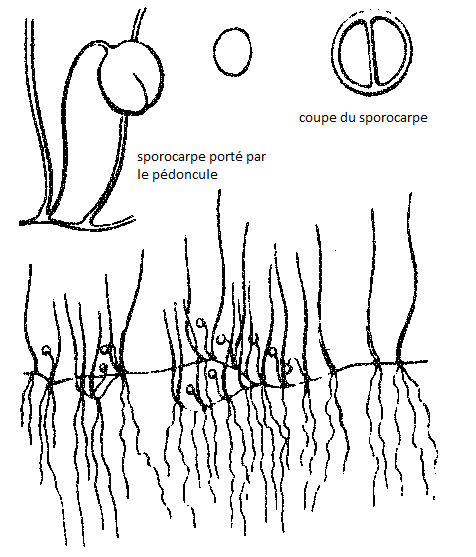
Dessin de Pilularia minuta extrait de la flore de Coste

Pilularia minuta est une plante vivace, glabre. Elle est la plus petite du genre. Une tige souterraine, le rhizome, de 4  à   6 centimètres de long et 0,5  à   0,7 millimètre de diamètre, trace à quelques millimètres sous la vase. Il émet une ou deux racines au niveau des nœuds. Les entre-nœuds mesurent 3  à   6 millimètres. Les feuilles longues de 2  à   5 centimètres, très fines comme des capillaires mais rigides, partent du rhizome de manière dressée,,. Elles ne se développent pas en crosse, ce qui, avec Pilularia americana, constitue une particularité dans ce genre.
Les sporocarpes mesurent 1 millimètre de diamètre. Ils sont solitaires, portés sur des pédoncules 3  à   4 fois plus longs qu'eux et recourbés vers le bas à l'extrémité. La capsule ovoïde de couleur brune à maturité est densément pubescente. Ils sont divisés en seulement deux sores, ce qui constitue une exception chez les Pilularia. Chaque sore contient un macrosporange à la base et deux microsporanges à l'extrémité.
Pilularia minuta peut être confondue avec des plantules de joncs, de graminées et d’Isoetes. Le rhizome fin très peu enfoui dans le sol, les sporocarpes globuleux et les feuilles filiformes permettent alors de la distinguer.

## Biologie

Cycle Pilularia minuta
(d'après Daoud-Bouattour et al., 2014).

Pilularia minuta est une plante annuelle dont l'appareil végétatif aérien et souterrain se développe fin février, début mars, en conditions inondées, se maintient au début de la phase sèche, en avril, puis disparaît rapidement après mai-juin. Les sporocarpes, les organes reproducteurs résistants à la sécheresse, se forment à chaque nœud dans le sol inondé lorsque la plante est immergée, après que les feuilles se soient développées. Ils deviennent complètement matures au début de la phase sèche, période s'étalant de fin avril à fin septembre. La fin du cycle de reproduction de Pilularia minuta nécessite une nouvelle inondation.
Les sporocarpes comportent quatre microsporanges et deux macrosporanges. Chaque microsporange produit par méiose 128 microspores mâles, de 55 micromètres de diamètre ; les macrosporanges donnent chacun une macrospore femelle de 506 micromètres de longueur et 430 micromètres de diamètre. Elle est entourée d'une paroi gélatineuse externe, qui double de volume dans l'eau. Lors de l'inondation suivante, la capsule s'ouvre par une fente longitudinale pour libérer les micro- et les macrospores. Chaque spore donne un gamétophyte (mâle pour les microspores, femelle pour les macrospores) produisant les gamètes. Les gamétophytes se développent à l’intérieur de la paroi des microspores et des macrospores : ce sont des endogamétophytes. Sur un sol inondé, les anthérozoïdes, les gamètes mâles, sont mobiles et fécondent les gamètes femelles.
La germination de Pilularia minuta ne se produit que si le sédiment est complètement gorgé d'eau. Ensuite, la plante ne se développe de manière optimale que sous 5  à   10 centimètres d'eau pendant au moins sept semaines. Les précipitations de fin du printemps semblent donc être cruciales pour cette plante.
La dissémination par les oiseaux ou les sangliers sur des grandes distances, ou par les amphibiens entre les mares est envisagée.

## Répartition et habitat

Répartition de Pilularia minuta
(d'après Ferchichi-Ben Jamaa 2010).

Pilularia minuta est une fougère endémique du bassin méditerranéen. Sa distribution est vaste, mais les sites sont éparpillés et en faible nombre et la surface occupée est limitée. Elle est connue en France dans l'Hérault et en Corse,. En Espagne, elle est présente en Andalousie, en Castille-et-León et à Minorque. Au Portugal, elle a été trouvée dans l'Algarve. En Italie, elle est notée dans la région de Rome, en Sardaigne et en Sicile. Elle a également été inventoriée en Grèce, dans les îles au nord et à l'ouest de la Mer Égée, à Chypre, en Croatie, en Turquie près d'Izmir. Elle est enfin présente en Afrique du Nord. Au Maroc, douze sites sont répartis au sud-est de Tiflet, à l'ouest de Benslimane et à Rommani. En Algérie, sa première mention remonte à 1852, mais elle n’y avait plus été observée depuis 1952. Elle l'a été de nouveau à El Kala, dans le Nord-Est du pays, en avril 2008. Elle a été découverte en Tunisie pour la première fois en mai 2006 à la Garâa Sejnane,.
Pilularia minuta, dont la biologie est liée à l'eau, ne se rencontre en Tunisie que dans trois types de milieux humides temporaires : les cultures inondables, les marais et les mares temporaires. C'est une espèce pionnière héliophile, favorisée par les perturbations modérées, qui gênent les espèces compétitives. Elle se présente sous forme de tapis de 10 à 20 frondes par centimètre carré. En Maroc et en France, la Pilulaire menue est présente dans des mares temporaires dans des forêts ou des matorrals de basse altitude.

## Menaces et protections
Cette espèce est considérée comme étant en danger par l'UICN, tant sur la liste rouge mondiale que sur sa liste européenne. Elle est également considérée comme vulnérable sur la liste rouge de la Flore vasculaire de France métropolitaine, de l'Espagne, de l'Italie et de la Grèce. Elle est inscrite à l'annexe I de la Convention relative à la conservation de la vie sauvage et du milieu naturel de l'Europe dite Convention de Berne. Pilularia minuta est une espèce indicatrice de l'habitat prioritaire 3170 « Mares temporaires méditerranéennes à Isoètes (Isoetion) » pouvant être classé par la Directive Habitat. Enfin, elle est protégée sur l'ensemble du territoire français métropolitain. Les stations françaises, présentes dans la réserve naturelle nationale de Roque-Haute et dans la réserve naturelle des Tre Padule de Suartone bénéficient d'une protection et d'une gestion conservatoire. Une conservation ex-situ est également assurée par le Conservatoire botanique national de Porquerolles.
La progression de la forêt, le drainage agricole ou la culture des terres, le comblement des mares, le surpâturage et l'urbanisation menacent l'habitat de cette plante. L'abandon de certaines pratiques agricoles peut favoriser la concurrence des plantes compétitives vivaces. La destruction de mares corses (voir note 3) suggère une plus grande fragilité des milieux présents à basse altitude et sur le littoral. Le changement climatique, qui se traduira par un assèchement important du pourtour méditerranéen, renforce également la vulnérabilité de Pilularia minuta, espèce très dépendante de la pluviométrie.
L'UICN souligne l'importance au Maghreb d'assurer une protection légale de l'espèce, de surveiller les sites existant et d'en rechercher de nouveau, de gérer la dynamique des populations et d'informer le public. La population présente à la Garâa Sejnane, la plus importante de toutes, est suivie par les chercheurs de l'université de Tunis - El Manar.